# Oxytropis dorogostajskyi
Oxytropis dorogostajskyi är en ärtväxtart som beskrevs av Kuzen. Oxytropis dorogostajskyi ingår i släktet klovedlar, och familjen ärtväxter. Inga underarter finns listade i Catalogue of Life.